# 武蔵平一揆
武蔵平一揆（むさしへいいっき）は、
- 南北朝時代の代表的な国人一揆のひとつ。武蔵国・相模国・伊豆国を中心とした国人一揆である平一揆のうち、河越氏当主の河越直重を中心とした豊島氏など武蔵の国の国人一揆を言う。
- もしくは武蔵平一揆が武蔵国で関東管領上杉憲顕に対して起こした反乱（武蔵平一揆の乱）。

## 平一揆
そもそも平一揆とは平安時代からの在庁官人である武蔵国の秩父氏一族、相模国の中村氏一族、その他常陸国・上野国の平氏などが血縁を軸に集結した関東有数の国人一揆のことを指す。彼らは地縁を活かして各々の地元の地侍も一揆に取り込んだ結果、大兵力を動員することができた。代表的な人物としては、河越直重や足利基氏の学友高坂信重が挙げられ、鎌倉府が上記三国を支配するにあたって重要な役割を果たした。
観応の擾乱において、足利尊氏方につき、その後も鎌倉府初期の支配体制、いわゆる薩埵山体制の一翼を担うこととなる。秩父氏の遠縁にあたり懇意だった関東管領の畠山国清指揮下、下記のように尊氏やその息子で初代鎌倉公方である足利基氏のため数々の合戦にその姿を見せた。
- 文和元年（1352年） - 武蔵野合戦に参加。
- 文和2年（1353年） - 入間川御所開設。足利基氏の親衛隊を務める。同年、河越直重が相模国守護職に就任する。
- 延文4年（1359年） - 畠山国清に従い上洛。摂津国天王寺で仁木義長を破る。

## 武蔵平一揆の乱

### 合戦までの経緯
しかし延文3年（1358年）足利尊氏が死去すると、徐々に事態は変化し始める。基氏は成長するにつれ自立を志し、それを掣肘する存在となっていた薩埵山体制、なかんずくその中心的存在である畠山国清や平一揆とも距離を置き始めたのである。康安2年（1362年）、ついに畠山国清が足利基氏に討伐され、その際平一揆はかつて自分たちの総大将だった人物との戦いに駆り出されたのである。さらに国清の後任は観応の擾乱で足利直義方につき敗北、信濃国に追放されていた上杉憲顕であった。かつての敵の復権を恐れた上野・越後国守護代の芳賀高名は鎌倉へ向かう憲顕を討とうとするが、基氏の追討を受け武蔵岩殿山・苦林野の合戦に敗れ、主の宇都宮氏綱もろとも失脚した。この戦いにも基氏方として働いた平一揆であったが、復権した憲顕はその勢力削減に動き始め、貞治2年（1363年）河越直重は相模国守護職から解任、高坂氏も伊豆国守護職の地位を脅かされた。
貞治6年（1367年）、鎌倉公方基氏と室町幕府将軍足利義詮が相次いで死去。権力の空白状態が生じた。基氏の後継者氏満はいまだ幼少であり、後見する上杉憲顕が再び平一揆の勢力削減に動く可能性があった。一方で長年鎌倉府の直属軍団として広範囲に征旅を行った結果、周辺勢力との対立の火種も多く燻っており、積年の課題を直接行動で打破しようとする機運が一揆側、反一揆側共に高まっていた。

### 経過
応安元年（1368年）2月25日、上杉憲顕が上洛した隙を狙い、平一揆のうち河越直重を中心とする武蔵国の平一揆が蜂起した。直重を大将に、一族の高坂信重や豊島氏・江戸氏・高山氏・古屋谷氏。村山党の仙波氏・山口高清・金子家祐など地元の武士が、居城の河越館に篭り、江戸牛島（現墨田区）には別働隊を置いた。この作戦は入間川（現荒川）を河越から江戸まで占領することにより、鎌倉府と憲顕の本拠地上野国を南北に結ぶ鎌倉街道を封鎖。その連携を絶とうとしたものとされる。これに乗じて下野国では宇都宮氏綱が、越後国では南朝方の新田義宗や脇屋義治も挙兵した。一方で中村氏を中心とした相模国の平一揆は上杉方についた。
上杉憲顕はすぐには帰国せず、政治工作を進め、幕府を味方に付けた。上杉朝房は基氏の後を継いだ足利氏満（当時10歳）を擁して河越に出陣。憲顕や武田氏・葛山氏らの軍勢の動員もあり、同年6月17日の河越における合戦で反乱は鎮圧された。 
河越での戦いに勝利した鎌倉・上杉軍は、続いて越後で挙兵した新田義宗らを討伐するため北上した。上野において両軍は衝突し、激戦となったが下野の小山義政らが鎌倉方に加わったため兵数に劣る新田勢は壊滅した。義宗は討ち取られ、脇屋義治は出羽国にまで敗走した（それぞれ異説あり）。
その後も鎌倉軍は引き続き北関東における南朝勢力の掃討を進めたが、同年9月19日に上杉憲顕が足利の陣中にて病没した（享年62）。

### 合戦の影響
河越直重らは南朝の北畠顕能を頼って伊勢国へと敗走し、領地はすべて没収された。その他の参加者も領地を減らされ失脚、武蔵平一揆という連合体は歴史上から姿を消すことになる。討伐を免れた相模国の平一揆もまた低迷と解体への道を辿り始める一方、ライバルを倒し鎌倉公方の直轄領をも支配下に収めた上杉氏は、室町期の関東において圧倒的な力を持つようになった。